# Pommersche Landsmannschaft

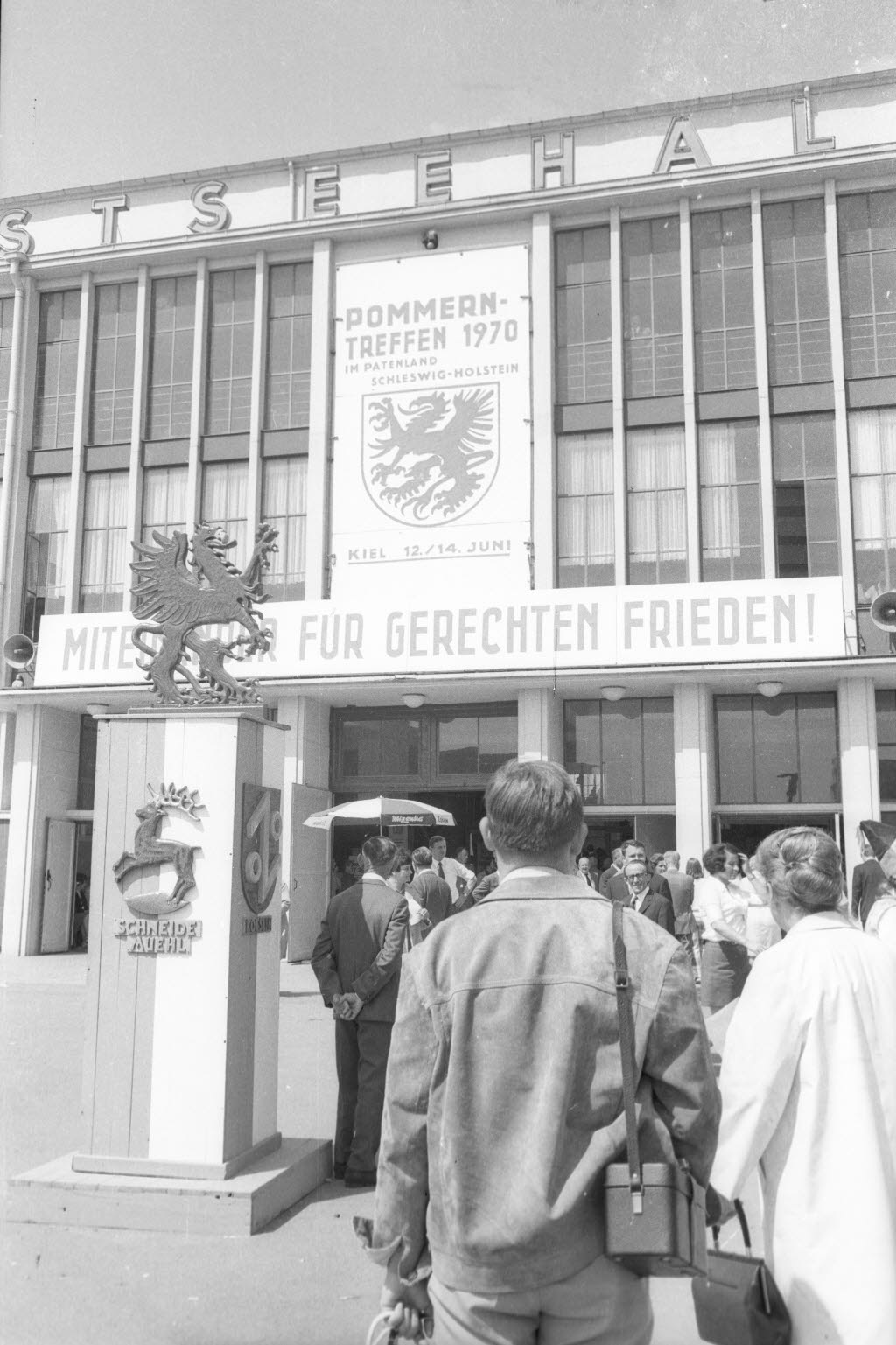
Die Landsmannschaft führt das Wappen Pommerns; hier beim Deutschlandtreffen der Pommern in der Kieler Ostseehalle, 1970

Die Pommersche Landsmannschaft ist ein Vertriebenenverband. Sie will den Zusammenhalt aller Pommern in ihren Vereinigungen und Einrichtungen fördern. Sie sieht sich als Vertreterin aller aus ihrer pommerschen Heimat vertriebenen, geflüchteten oder ausgesiedelten Deutschen und deren Nachkommen.

## Geschichte
Ab Januar 1947 wurde auf private Initiative der Pommern-Brief herausgegeben. Es entstanden vereinzelt örtliche Gruppen von Vertriebenen aus Hinterpommern. Das führte dann am 18. Mai 1948 zur Gründung der Pommerschen Landsmannschaft im Bereich der drei Westzonen Deutschlands, seit 1949 dann auf Bundesebene. Im Juli 1948 entwickelte sich die Arbeitsgemeinschaft der Heimatkreise, aus der 1967 der Pommersche Kreis- und Städtetag hervorging. Am 30. und 31. Juli 1949 tagte dann erstmals die Pommersche Abgeordnetenversammlung und wählte den Vorstand. 1950 entstand in Hamburg die Hauptgeschäftsstelle. Im selben Jahr unterschrieb der damalige Sprecher die gerade verabschiedete Charta der deutschen Heimatvertriebenen für die Landsmannschaft.

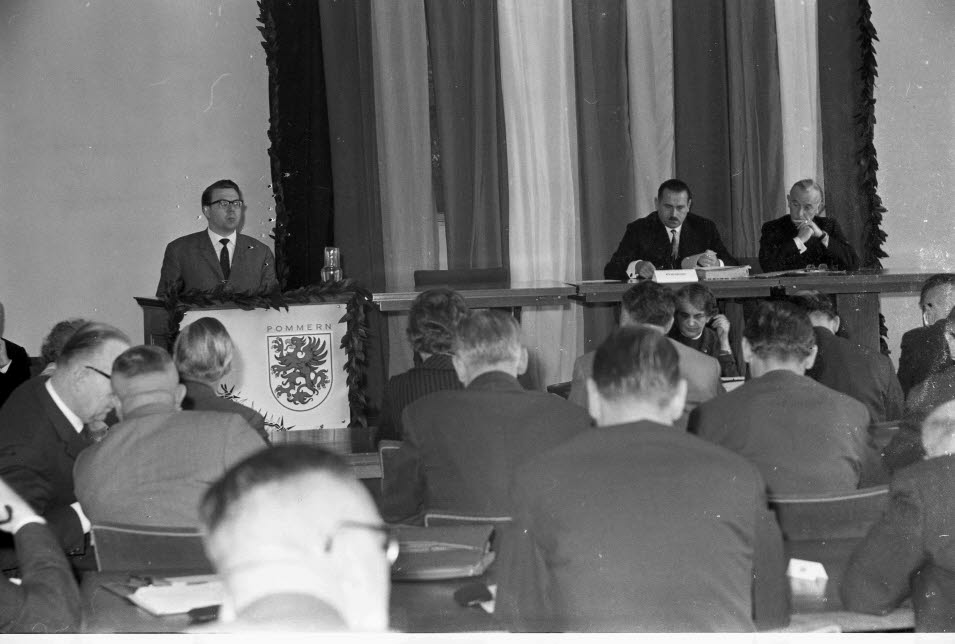
Sitzung der Pommerschen Abgeordnetenversammlung im Landeshaus Kiel (1963).

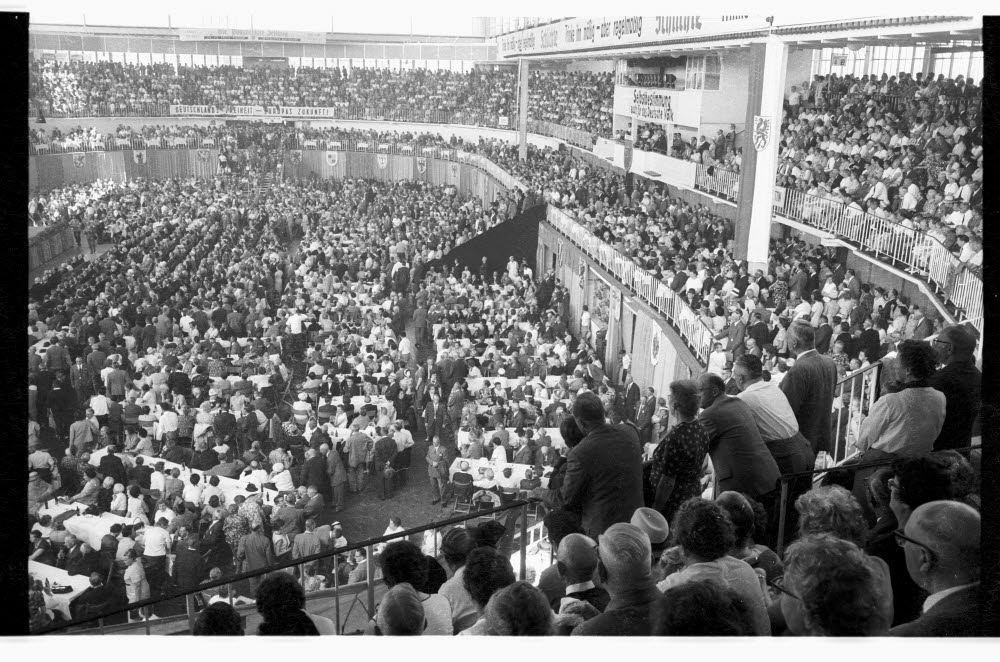
Deutschlandtreffen der Pommern in der Ostseehalle Kiel (1968).

Am 22. August 1954 übernahm das Land Schleswig-Holstein die Patenschaft für die Landsmannschaft aus Pommern. Bis zur Wiedervereinigung wehte seither die hellblau-weiße Pommernflagge auf dem Landeshaus Kiel. Vom Schleswig-Holsteinischen Landtag wurde am 16. Dezember 1966 das Gesetz zur Errichtung der Stiftung Pommern verabschiedet. Diese Stiftung führte alle auf dem Gebiet der Bundesrepublik vorhandenen Sammlungen von Kunst- und Kulturgegenständen, die aus dem Gebiet der ehemaligen Provinz Pommern stammten, zusammen. Die Hauptsammlungen (z. B. Gemäldegalerie) wurden im Rantzaubau des Kieler Schlosses ausgestellt.
Am 1. Mai 1973 beschloss der Bundesvorstand der Landsmannschaft das Manifest der Pommern, das Ende des Monats von der Abgeordnetenversammlung verabschiedet wurde. Im Januar 1987 erfolgte die Grundsteinlegung für das Pommern-Zentrum in Lübeck-Travemünde, das am 5. September 1988 durch den Bundespräsidenten Richard von Weizsäcker eröffnet und eingeweiht wurde. Das Pommern-Zentrum bestand, bis es im Jahre 2017 veräußert wurde. Nach der Wiedervereinigung fand vom 1. bis 3. Mai 1992 das erste Deutschlandtreffen der Pommern in Stralsund auf dem dortigen Dänholm statt. 1999 erfolgte der Umzug der Bestände der Stiftung Pommern von Kiel aus nach Greifswald in das dort neu entstandene Pommersche Landesmuseum.
Zum 1. Januar 1995 wurde die Landsmannschaft in die Rechtsform Pommersche Landsmannschaft – Zentralverband e. V. umgebildet. Im Jahre 2008 erfolgte wiederum die Aufspaltung in die Pommersche Landsmannschaft einerseits und den Pommerschen Zentralverband andererseits. Im Oktober 2017 musste der Pommersche Zentralverband Insolvenzantrag stellen. Die Pommersche Landsmannschaft besteht jedoch unabhängig davon weiterhin fort.

## Organisation
Die Pommersche Landsmannschaft wurde am 18. Mai 1948 auf der Ebene der damaligen Westzonen (ab 1949 Bundesebene) gegründet. Sie ist Mitglied im Bund der Vertriebenen (BdV). Vereinssitz ist Lübeck-Travemünde.
Die Pommersche Landsmannschaft umfasst
- Landesgruppen der Pommerschen Landsmannschaft
- Heimatkreise, die den Pommerschen Kreis- und Städtetag bilden
- Vereinigungen pommerscher Jugend- und Studentengruppen
- Heimatbünde und Heimatvereine Vorpommerns
- sonstige pommerschen Vereinigungen im In- und Ausland

Die Organe der Pommerschen Landsmannschaft sind die Pommersche Delegiertenversammlung (bis 2007: Pommersche Abgeordnetenversammlung) und der Bundesvorstand. Der Bundesvorstand wird von einem Sprecher geleitet.

### Pommerscher Kreis- und Städtetag
Der Pommersche Kreis- und Städtetag (PKST) ist der Zusammenschluss der 28 pommerschen Heimatkreise. Der PKST fördert und unterstützt die Tätigkeit der Heimatkreise. Er führt eine Jahrestagung als Mitgliederversammlung und üblicherweise zwei Kulturtagungen im Jahr durch.
Der PKST ist im Jahre 1967 aus der Arbeitsgemeinschaft der Heimatkreise entstanden.
Präsidentin des PKST ist Margrit Schlegel (Wiederwahl am 17. März 2007).

### Pommerscher Zentralverband
Der Pommersche Zentralverband e. V. war der Träger der wirtschaftlichen Tätigkeit der Pommerschen Landsmannschaft, in erster Linie des Pommern-Zentrums mit der Ostsee-Akademie. Er ist ferner der Verleger der von der Pommerschen Landsmannschaft herausgegebenen Veröffentlichungen. Die organisatorische Aufspaltung der bisherigen Pommerschen Landsmannschaft – Zentralverband – e. V. in die Pommersche Landsmannschaft einerseits und den Pommerschen Zentralverband andererseits erfolgte im Jahre 2008.
Der Pommersche Zentralverband hat seine Tätigkeit eingestellt und am 26. Oktober 2017 beim Amtsgericht Lübeck die Einleitung des Insolvenzverfahrens beantragt. Damit ist zugleich die Tätigkeit der Ostsee-Akademie beendet. Der Insolvenzverwalter will sich bemühen, die wöchentlich erscheinende Pommersche Zeitung fortzuführen.

## Sprecher der Pommerschen Landsmannschaft
- 1948–1953: Herbert von Bismarck
- 1953–1970: Oskar Eggert
- 1970–1990: Philipp von Bismarck
- 1990–1999: Günter Friedrich
- 1999–2000: Wolfgang Müller-Michaelis
- 2000–2001: vakant
- 2001–2007: Ilse Gudden-Lüddeke
- 2007–2013: Hartmut Saenger
- 2013–2015: vakant
- seit 2015: Adalbert Raasch und Margrit Schlegel[2]

## Pommern-Zentrum (1988 bis 2017)

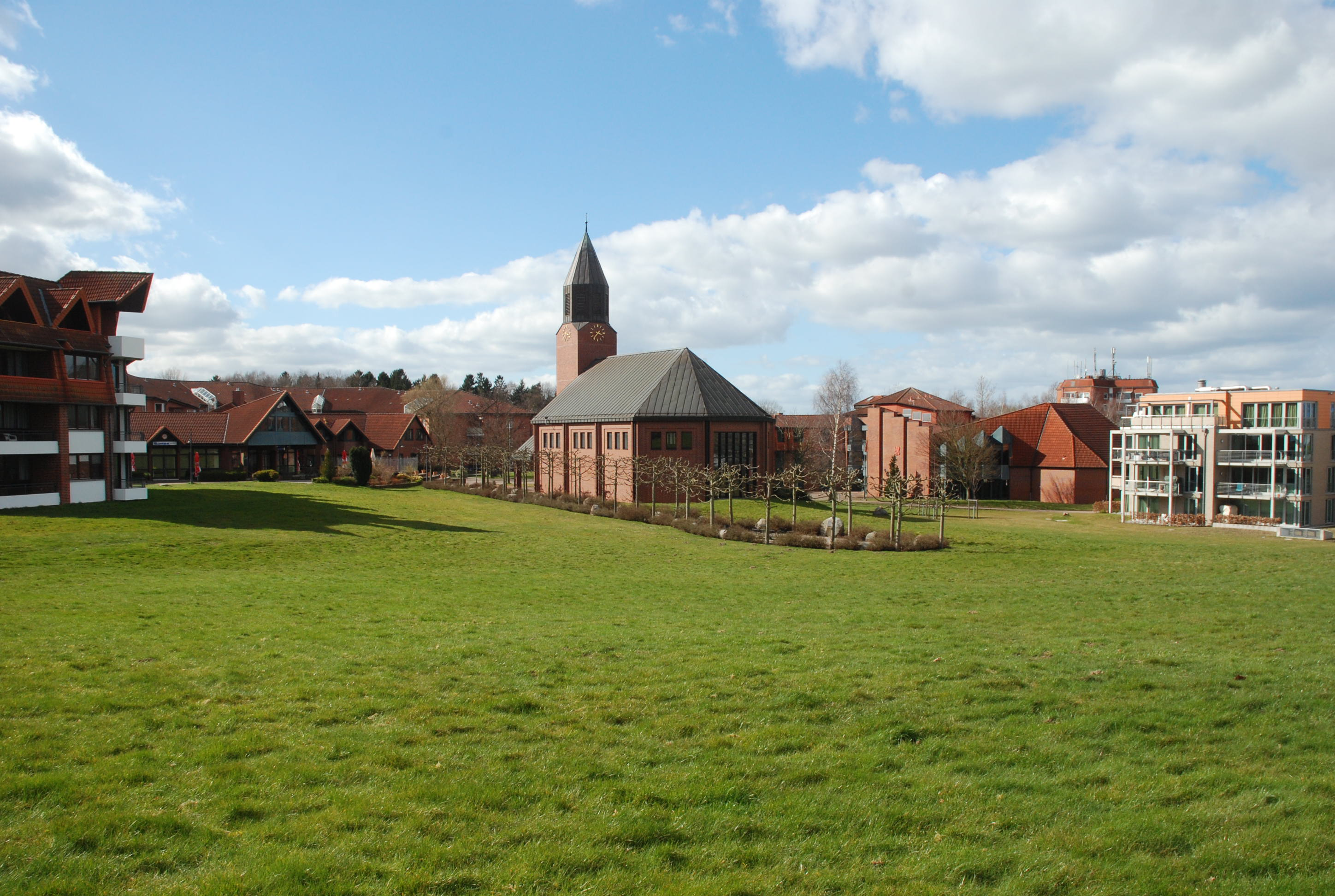
Blick auf das Pommern-Zentrum mit der Versöhnungskirche (Aufnahme von 2015)

Das Pommern-Zentrum in Lübeck-Travemünde wurde am 5. September 1988 durch den Bundespräsidenten Richard von Weizsäcker eröffnet. Die Ostsee-Akademie im Pommern-Zentrum bot seitdem Raum und Rahmen für Seminare und Exkursionen mit dem Ziel der Verständigung und des Dialogs mit Deutschlands östlichen Nachbarn.
Im Pommern-Zentrum befand sich seit 1989 eine umfangreiche, zuletzt etwa 30.000 Bände umfassende Bibliothek, die durch den Pommerschen Zentralverband getragen wurde. Dort waren auch Vereinsbibliothek und Vereinsarchiv des Vereins Pommerscher Greif mit untergebracht. Im Jahre 2015 wurde die Bibliothek aufgelöst. Die Pommern betreffenden Bestände wurden durch den Verein Pommerscher Greif übernommen und befinden sich seit 2015 mit dessen Vereinsbibliothek und Vereinsarchiv in Züssow.
Der inzwischen insolvente Pommersche Zentralverband hat die Immobilie des Pommern-Zentrums im Jahre 2017 veräußert. Damit ist von den Einrichtungen des Pommern-Zentrums nur noch die Versöhnungskirche im Pommern-Zentrum geblieben, die von einer getrennten Stiftung getragen wird.

## Wanderausstellung „Vertrieben – und vergessen?“
Unter dem Titel Vertrieben – und vergessen? Pommern in der deutschen und europäischen Geschichte wurde eine Ausstellung kuratiert, die an die Geschichte Pommerns und an die Flucht und Vertreibung Deutscher aus Mittel- und Osteuropa 1945 bis 1950 erinnert. Im August 2013 sollte die Ausstellung im Schleswig-Holsteinischen Landtag in Kiel eröffnet werden. Die Landtagsverwaltung verlangte, dass ihr sämtliche Texte der Ausstellung vorher zur Prüfung vorgelegt werden. Einzelne Tafeln und das einladende Flugblatt stießen bei der Landtagsverwaltung auf Missfallen und sollten geändert werden, bzw. entfernt werden. Die Pommersche Landsmannschaft kam dem nicht nach und stellte sich auf den Standpunkt, die Ausstellung könne nur vollständig mit allen Tafeln gezeigt werden, die Herausnahme von Objekten würde die Geschichte Pommerns und die Vertreibung der Pommern nur verfälscht wiedergeben.

## Veröffentlichungen
Die Pommersche Landsmannschaft gab drei Periodika heraus:
- Die wöchentlich erscheinende Die Pommersche Zeitung. Zwölfmal im Jahr erschien sie mit der Beilage Pommersche Heimatkirche. Die Zeitung wurde 1951 unter dem Titel Pommernblatt als Organ der Pommerschen Landsmannschaft gegründet und erhielt 1954 ihren heutigen Namen Die Pommersche Zeitung.[5] Zum 1. Januar 1956 wurde der 1947 von Christoph von der Ropp gegründete Pommernbrief mit der Pommerschen Zeitung vereinigt.[5] Sitz der Redaktion war in Lübeck-Travemünde, Redakteur: Michael Hegewald (Heimatkreise, Aktuelles). Das Büro der Vorpommern-Redaktion befindet sich seit 2011 in Greifswald, Leitender Redakteur der PZ: Seit 1983 Herbert Fischer, seit 1994 Michael Hammermeister (Politik, Vorpommern, Aktuelles).

Im Kontext mit der Insolvenz des Pommerschen Zentralverbandes e. V. und damit auch der Ostsee-Akademie Lübeck-Travemünde musste auch das traditionsreiche Presseorgan Die Pommersche Zeitung ihr Erscheinen nach 67 Jahren mit der Doppelausgabe Weihnachten/Silvester, Jahrgang 67, Folge 51/52 vom 23. Dezember 2017, einstellen. Damit ging ein wesentlicher Bestandteil der pommerschen Identität verloren. Seit Juni 2018 erscheint die Pommersche Zeitung als wöchentliche Beilage der Preußischen Allgemeinen Zeitung.
- Die vierteljährlich erscheinende Zeitschrift Pommern. Zeitschrift für Kultur und Geschichte, ISSN 0032-4167.

Die Zeitschrift erschien seit 1963, anfangs unter dem Titel Unser Pommern. Vierteljahresschrift für Heimat und Volkstum. Vorgängerin war die von 1949 bis 1962 erscheinende Zeitschrift Pommersche Saat. Mit Heft 2/2017 stellte der bisherige Herausgeber das Erscheinen der Zeitschrift ein.
Durch die Förderzusage des Vorpommern-Staatssekretärs Patrick Dahlemann, erwarb der Pommersche Greif e. V., durch den Abschluss eines Vertrages mit dem Insolvenzverwalter, die Herausgeberrechte und übernahm den Druck und die Auslieferung der nicht erschienenen Hefte 3 und 4/2017.
Seitdem erscheinen die Ausgaben der Zeitschrift Pommern in der Herausgeberschaft des Pommerschen Greifs e. V.
- Das jährlich erscheinende Pommersche Heimatbuch.

## Patenschaft
Das Land Schleswig-Holstein hat am 16. August 1954 die Landespatenschaft über Pommern übernommen, verstanden als eine Patenschaft über die aus ihrer Heimat vertriebenen Pommern. Unter der Regierung von Ministerpräsidentin Heide Simonis (SPD) hat das Land die Patenschaft faktisch beendet. Auch unter ihrem Nachfolger, Ministerpräsident Peter Harry Carstensen (CDU), wurde sie nicht wieder aufgenommen.

## Pommerscher Kulturpreis

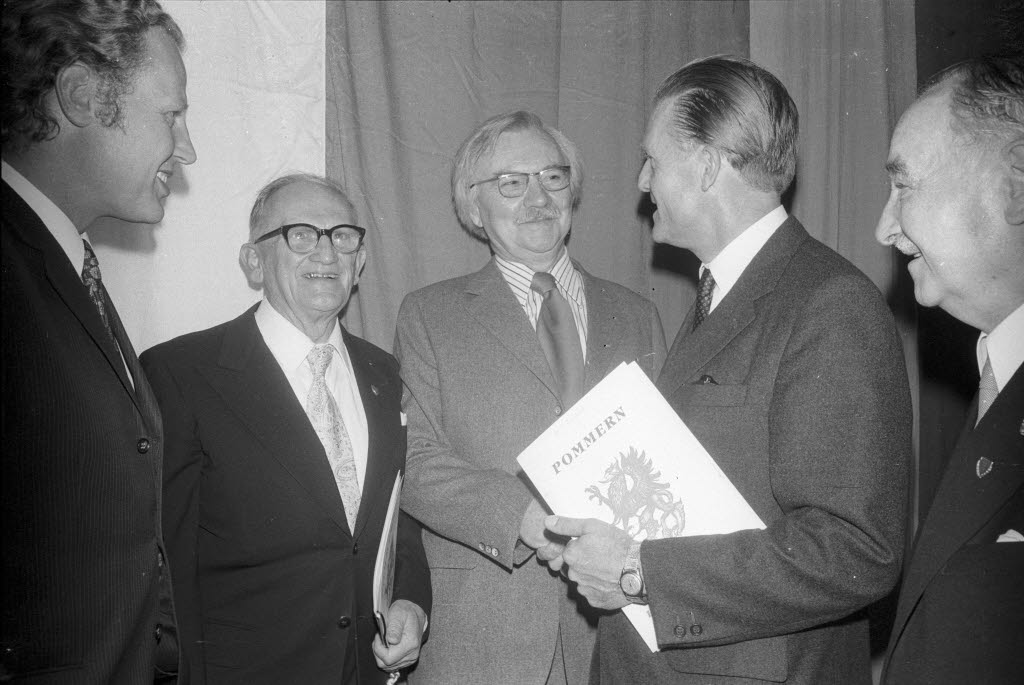
Verleihung des Pommerschen Kulturpreises 1973 durch Sprecher Philipp von Bismarck (2. von rechts) an Johannes Paul (2. von links) und Bruno Müller-Linow (Mitte).

Die Pommersche Landsmannschaft verleiht seit 1962 den Pommerschen Kulturpreis. Preisträger waren:
- 1962: Gustav Wimmer, Maler[10]
- 1963: Wilhelm Wapenhensch, Komponist
- 1964: Bernhard Trittelvitz, Schriftsteller
- 1965: Erich Böhlke, Komponist und Dirigent
- 1966: Paul Dahlke, Schauspieler
- 1967: Ernst Zahnow, Heimatforscher
- 1968: Gerd Lüpke, Schriftsteller, Hörfunkautor und Rezitator
- 1970: Oskar Eggert, Lehrer und Historiker
- 1971: Immanuel Meyer-Pyritz, Maler, Grafiker und Kunsthistoriker
- 1972: Willi Schultz, Sammler pommerscher Volkstänze und Volkslieder; Hans-Albert Walter, Maler
- 1973: Johannes Paul, Historiker; Bruno Müller-Linow, Maler
- 1974: Eike Haenel, Brauchtumskundler und Künstlerischer Leiter des Tanz- und Folkloreensembles „Ihna“
- 1976: Klaus Granzow, Schauspieler und Schriftsteller
- für Wissenschaft 1980: Otto Kunkel, Prähistoriker
- für Kunst 1981: Siegfried Gliewe, Schriftsteller
- Kulturpreis für Wissenschaft 1982: Roderich Schmidt, Historiker
- Kulturpreis 1984: Walter Görlitz, Schriftsteller, Historiker und Publizist
- Kulturpreis 1985: Gerhard Eimer, Kunsthistoriker[11]
- Kulturpreis für Kunst 1986: Wolfgang Koeppen, Schriftsteller[12]
- 1987: Kurt Graunke, Komponist und Dirigent
- für Wissenschaft 1991: Norbert Buske, Theologe und Politiker
- für Kunst 1992: Hans Werner Richter, Schriftsteller
- für Kunst 1993: Hans-Jürgen Heise, Schriftsteller
- für Wissenschaft 1995: Joachim Wächter, Archivar und Historiker
- 1996: Helmut Maletzke, Maler[13]
- Kulturpreis für Kunst 1998: Ingrid Seddig, Bildhauerin;[14] Horst Hähle, Glasmaler
- 2002: Dietlinde Bonnlander, Malerin[15]
- 2004: Hans Reddemann, Arzt[16]
- 2006: Johannes Hinz, Maler und Sachbuchautor
- für Wissenschaft 2008: Alfred Gomolka, Geograph und Politiker (CDU)[17]
- für Kunst 2010: Uwe Schröder, Historiker und Direktor des Pommerschen Landesmuseums[18]
- 2012: Hans Mai und Manfried Bauer, für ihre Arbeit zur Geschichte der Stoewer-Werke[19]
- 2018: Haik Thomas Porada, Historiker